# Borzyszewo (województwo zachodniopomorskie)
Borzyszewo – wieś w północno-zachodniej Polsce położona w województwie zachodniopomorskim, w powiecie gryfickim, w północno-zachodniej części gminy Gryfice.
Na północ od wsi znajduje się wzniesienie Kamieniec.
Dzieci z miejscowości są dowożone do Szkoły Podstawowej Nr 4 w Gryficach i do Gimnazjum Nr 2 w Gryficach. We wsi są trzy studnie przydomowe z których korzysta 13 gospodarstw domowych do celów spożywczych i bytowych.

## Rys historyczny
Wieś założył w 1845 roku Boeder – mistrz szewski z ulicy Mariackiej w Gryficach. Od miasta Gryfice otrzymał on łąki oraz nieużytki. W 1881 roku jego syn Friedrich Boeder rozpoczął wytyczanie i budowę osady, nazwanej swoim imieniem Friedrichswill. W 1928 roku właścicielem miejscowości był Heinrich Boeder zaś w 1945 Fritz Boeder. Powojenna nazwa przejściowa wsi to Bernardowo. Ziemię i zabudowania rozparcelowano pomiędzy rolników indywidualnych. Układ czworoboczny, budynki gospodarcze ustawione w formie podkowy otwartej w kierunku wschodnim, gdzie założenie zamykał dwór. Przy odchodzącej w kierunku północnym drodze do szosy Gryfice- Świerzno po jej zachodniej stronie zlokalizowana zabudowa czworaczna. Współczesny układ w dużej części zatarty, wprowadzona zabudowa dwudziestowieczna, brak dworu.
W latach 1975–1998 miejscowość administracyjnie należała do województwa szczecińskiego.